# Marie Anatour

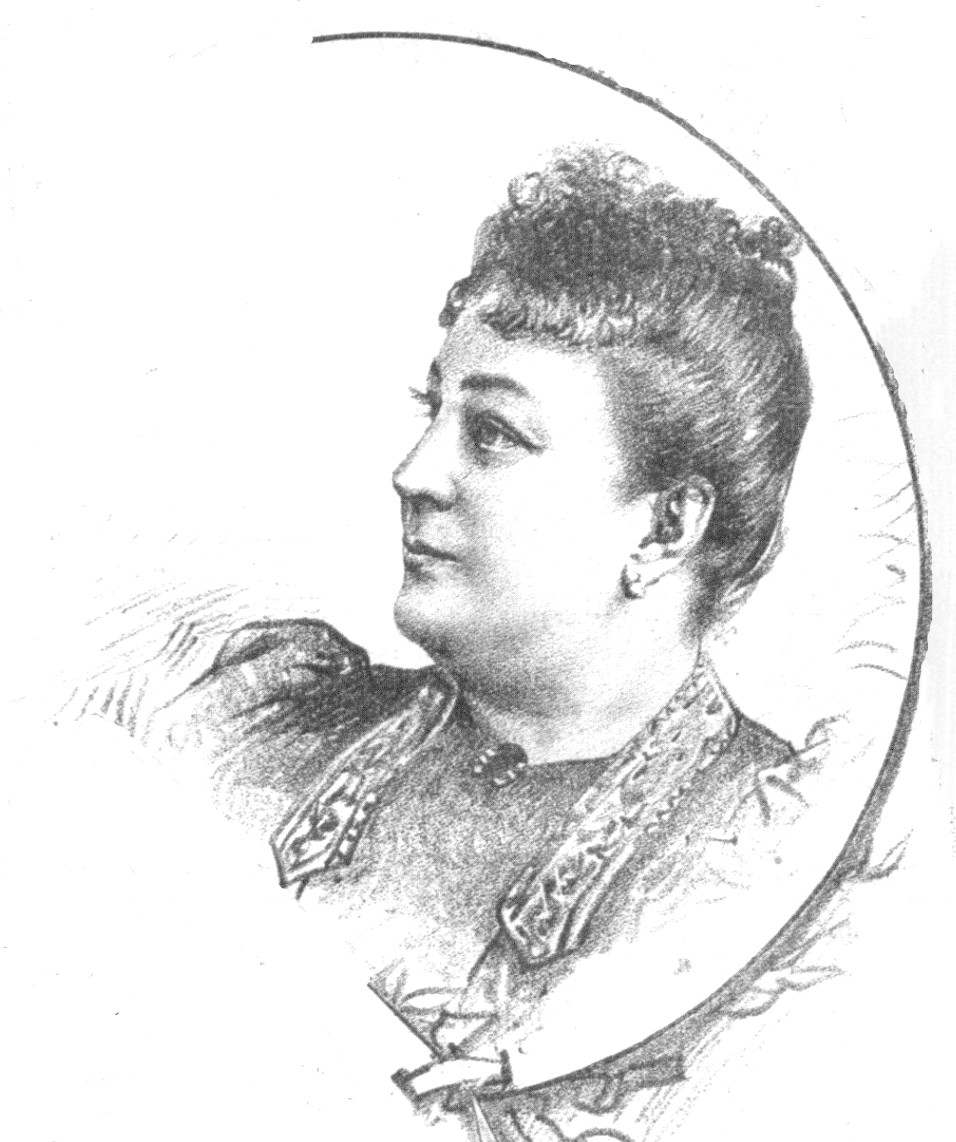
Marie Anatour im Jahre 1893

Marie Anatour, auch Maria Anatour (5. März 1856 in Wien – 1929 in Meran, Südtirol) war eine österreichische Theaterschauspielerin und Soubrette (Sopran).

## Leben
Sie war die Tochter des Theaterdirektors Wilhelm Anatour und schon als sechsjähriges Kind wurde sie unter der Direktion ihrer Eltern, die von 1854 bis 1868 in Nordböhmen und Sachsen als bestbekannte Theaterleiter galten, auf der Bühne verwendet. Sie tanzte und spielte in der flottesten Weise und errang damals als „falsche Pepita“ sowie als „Grille“ viel Beifall. 1869 nahm sie ihr erstes, selbständiges Engagement in Pilsen an, kam dann nach Temesvar, 1873 ans Friedrich Wilhelmstädtische Theater nach Berlin, 1876 nach Graz, 1882 ans Carltheater, 1893 ans Theater in der Josefstadt und 1895 ans Lobe-Theater nach Breslau, wo sie bis 1891 in erster Stellung wirkte. Bis dahin eine Vertreterin des Soubrettenfaches, ging sie in diesem Jahre ins Fach der bürgerlichen Mütter und komischen Alten über. Sie wurde sofort für längere Zeit an diese Bühne engagiert, der Vertrag jedoch 1893 gegen Pönale gelöst, da die Künstlerin in diesem Jahre in den Verband des neugegründeten Raimundtheater trat und sich den Wienern erneut als Soubrette vorstellte. Dort blieb sie bis mindestens 1902. Ihren Lebensabend fristete sie verarmt in Meran.

## Ehrungen

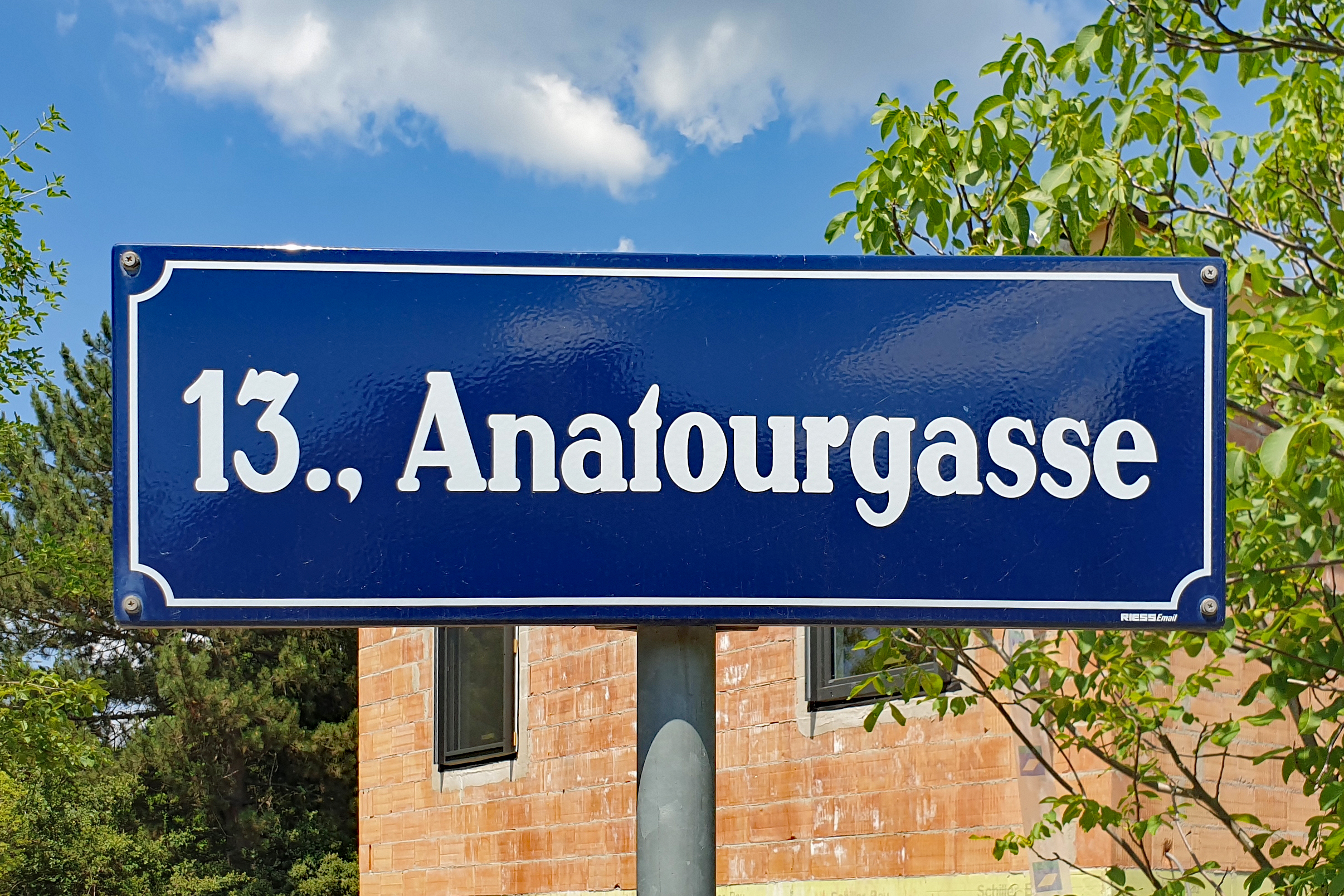
Straßenschild Anatourgasse

Im 13. Wiener Gemeindebezirk Hietzing wurde ihr zu Ehren 1955 die frühere Bürgergasse in Anatourgasse (Auhof; Siedlung im ehemaligen Lainzer Tiergarten) umbenannt.